# Serqueux, Seine-Maritime

Serqueux este o comună în departamentul Seine-Maritime, Franța. În 1 ianuarie 2022 avea o populație de 948 de locuitori.